# Liocranum kochi
Liocranum kochi är en spindelart som beskrevs av Herman 1879. Liocranum kochi ingår i släktet Liocranum och familjen månspindlar.
Artens utbredningsområde är Ungern. Inga underarter finns listade i Catalogue of Life.